# インバウンド消費
インバウンド消費（インバウンドしょうひ）とは、訪日外国人観光客による日本国内での消費活動を指す観光用語。訪日外国人客を指す観光用語「インバウンド」（inbound）と「消費」を組み合わせた造語である。2010年代には訪日観光客の増加に伴い、国内消費を支える存在にまで拡大しており、2014年の日本経済新聞社による「日経MJヒット商品番付」の「東の横綱」に選出され、2015年の日経トレンディによる「2015年ヒット商品ベスト30」の3位にも選ばれている。インバウンド需要（インバウンドじゅよう）とも言う。

## 概要
2003年（平成15年）、日本国政府は「観光立国」を掲げて「訪日外国人旅行者1000万人」を目標とする『ビジット・ジャパン・キャンペーン』を策定し、観光査証の発給要件緩和などに取り組んできた。2013年（平成25年）、安倍晋三の経済政策『アベノミクス』により、歴史的なドル安円高が解消されたことや、格安航空会社（LCC）の就航拡大の恩恵もあり、年間1000万人を突破、2019年には、3188万人に、2024年には3686万人を超え過去最高を記録した。
これに伴い、「インバウンド消費」が増大、東日本大震災が発生した2011年（平成23年）には、1兆円を割りこんだが、2012年（平成24年）には、1兆円台を回復、2014年（平成26年）には、2兆227億円に到達し、3年間で約2.5倍の消費の伸びを記録した。2015年（平成27年）7月には、国際旅行収支は7月として過去最高となる1295億円を記録、観光庁長官田村明比古は、「日本経済を下支えしており、地方創生の観点からもますます重要となる。」としている。2019年に4兆8,135億円、2024年には8兆1395億円で過去最高を記録した。
2014年（平成26年）度の国・地域別のインバウンド消費は、中華人民共和国が最も多く、消費品目も多岐にわたることから『爆買い』と形容され、2015年のユーキャン新語・流行語大賞の年間大賞にも選出された。
2024年（令和6年）度の国・地域別のインバウンド消費は、やはり中華人民共和国が全体の21.3％を占める1兆7335億円で最多、２位は台湾が1兆936億円（構成比13.4％）、３位は韓国が9632億円（同11.8％）、以下アメリカ、香港と続き、これら上位5カ国・地域で全体の65.7％を占めた。一人当たり旅行支出は豪州、英国が38万円超とずば抜けた値を示し、費目別でみると「娯楽等費」では豪州(3万円)、「買物代」では中国(11.9万円)が頭一つ抜けている。

## 日本経済への影響
2024年のインバウンド消費額は、前年同期比約82％増の8兆1395億円となり、もはや国内アパレル市場規模と同程度にまで増大し、個人消費の下支え役となっている。
旺盛なインバウンド消費による旅行収支の黒字はクラウド、生成AI普及を背景に増加の一途をたどるデジタル赤字が大部を占めるサービス収支の赤字幅を縮小させる効果をもたらしている。
百貨店売上高に占める訪日外国人旅行者の売上高の割合は、2011年の0.2パーセントから2014年には2.5パーセントまで上昇するなど、小売業におけるインバウンド消費の影響は高まっている。地域別では、北海道・関東地方・近畿地方での消費が大きい一方、東北地方・四国地方・九州地方では消費が小さい傾向にあるが、免税制度が全品目に拡充されて以降は、これまで訪日観光客数増加の恩恵が少なかった地方においても免税店が急増しており、インバウンド効果は、地方にも拡大しつつあるとされた。
一方で、関西空港⇔京都⇔富士山⇔羽田・成田空港の〝ゴールデンルート〟の形成により、インバウンド消費額は東京都(2兆4917億円)、大阪府(1兆1200億円)、京都府(4653億円)の３地域に集中しており、地方への分散は、観光インフラの整備された福岡県、北海道、沖縄県への限定的なものにとどまっている。
観光産業は、小売、飲食、運輸、宿泊など裾野が広く、少子高齢化が進み、縮小傾向が続く日本市場において、有力な成長産業であるとともに、日本経済の牽引役としての役割が期待された。

### 地価
2024年7月1日、国税庁より令和6年分路線価が発表されたが、全国上昇率上位には長野県白馬村（32.1%）、東京都台東区浅草雷門通り(16.7%)などの観光名所が名を連ね、不動産市況においてもインバウンドの存在感が揺るぎないものになりつつある。
2022年まで税務署別最高路線価で下落率が全国最大だった大阪市中央区心斎橋筋も、コロナ禍収束と同時に一気に反転、13.6%上昇して1608万円/㎡となり再びキタに迫る勢いである。
観光資源が豊富な東山の玄関口に位置する京都の四条通南座前も京都府内上昇率１位（12.9％）を記録した。
観光名所へ行くための宿泊地である東京都足立区千住・北千住駅西口も15.1%上昇、大都市（東京都・大阪府・京都府）に次いで、インバウンド消費金額の多い福岡県も、都道府県別上昇率で第1位（5.8％）となった。

インバウンドでにぎわう三都と福岡
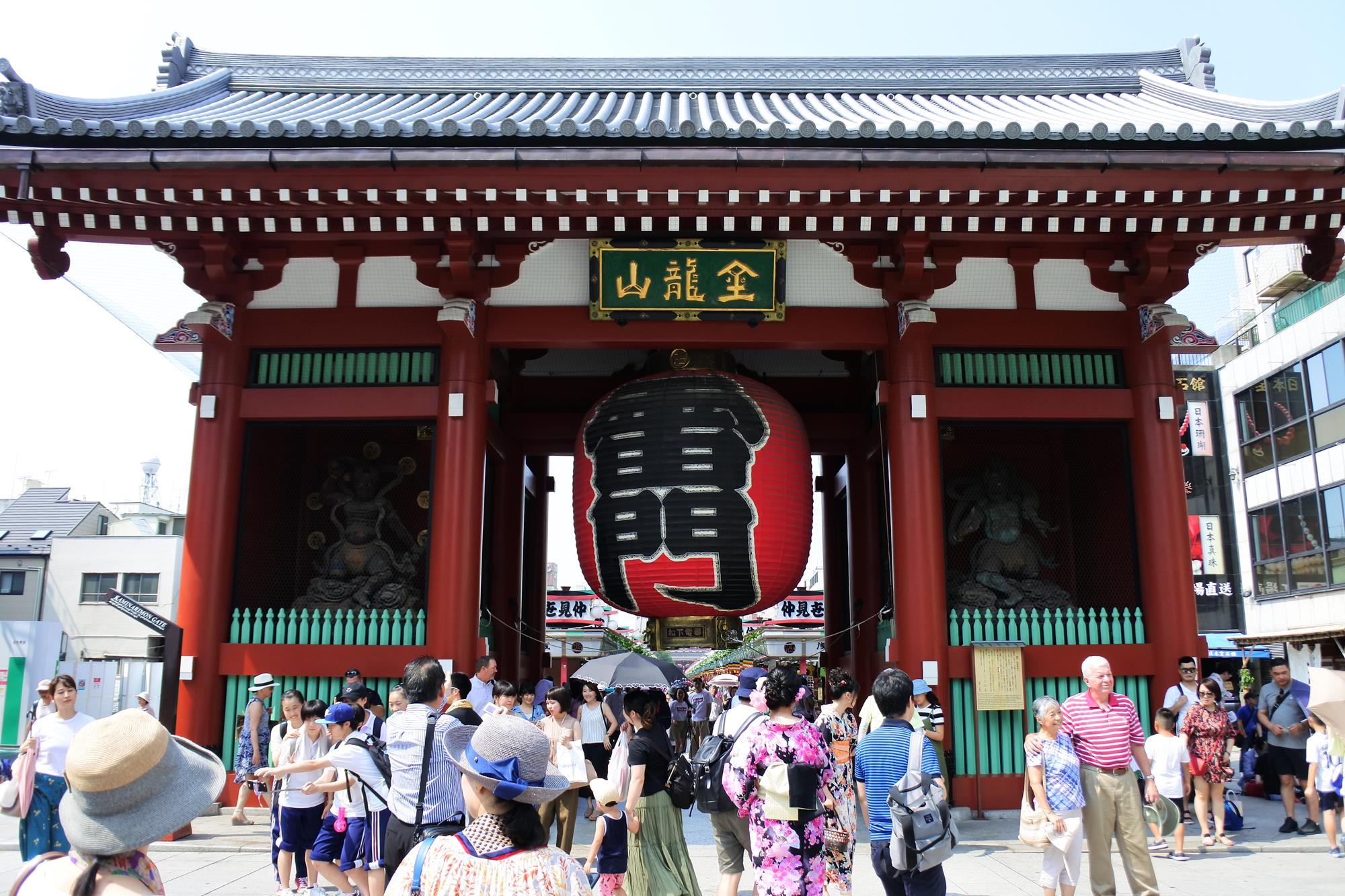
東京・浅草雷門
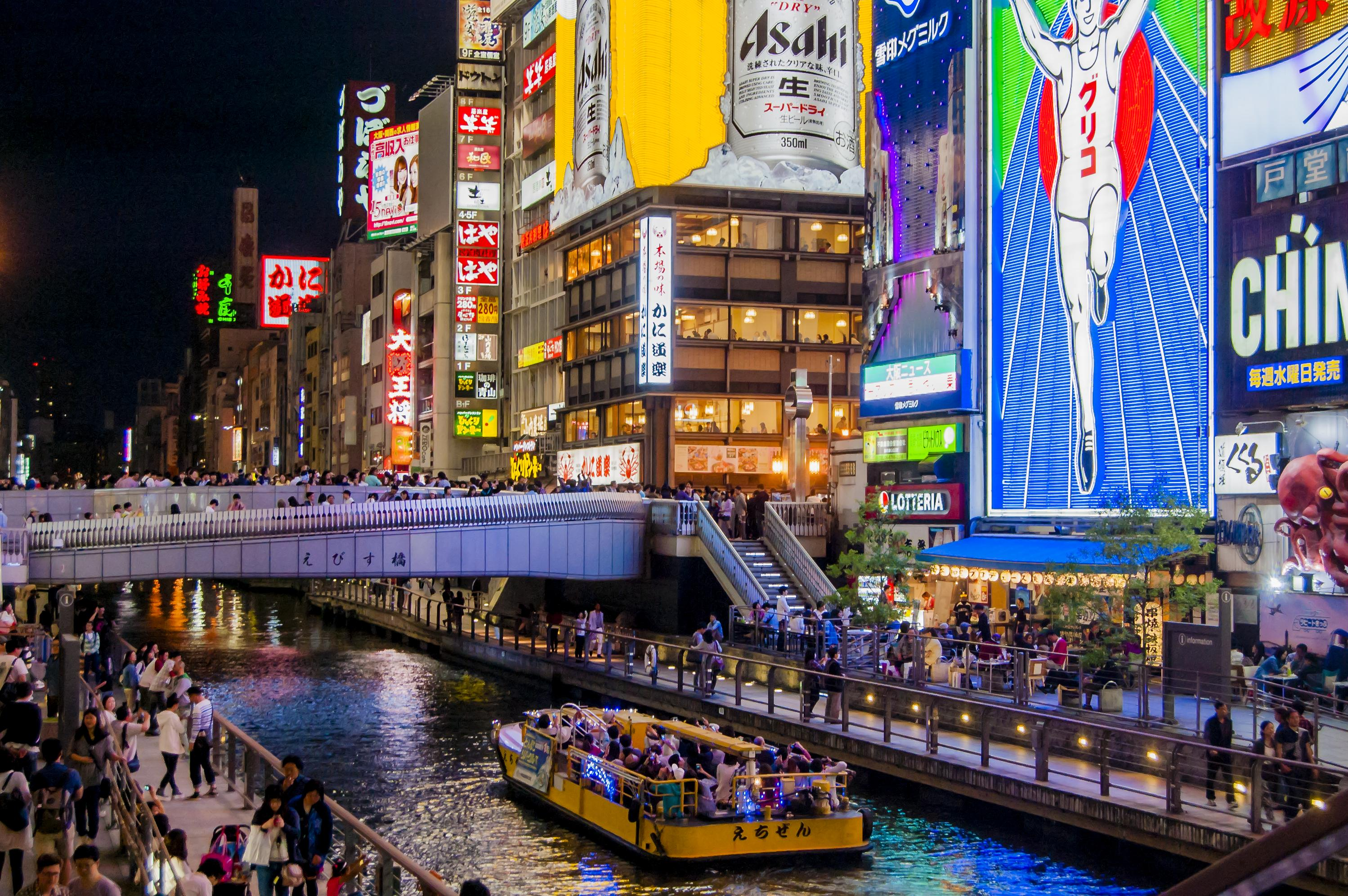
大阪・心斎橋筋
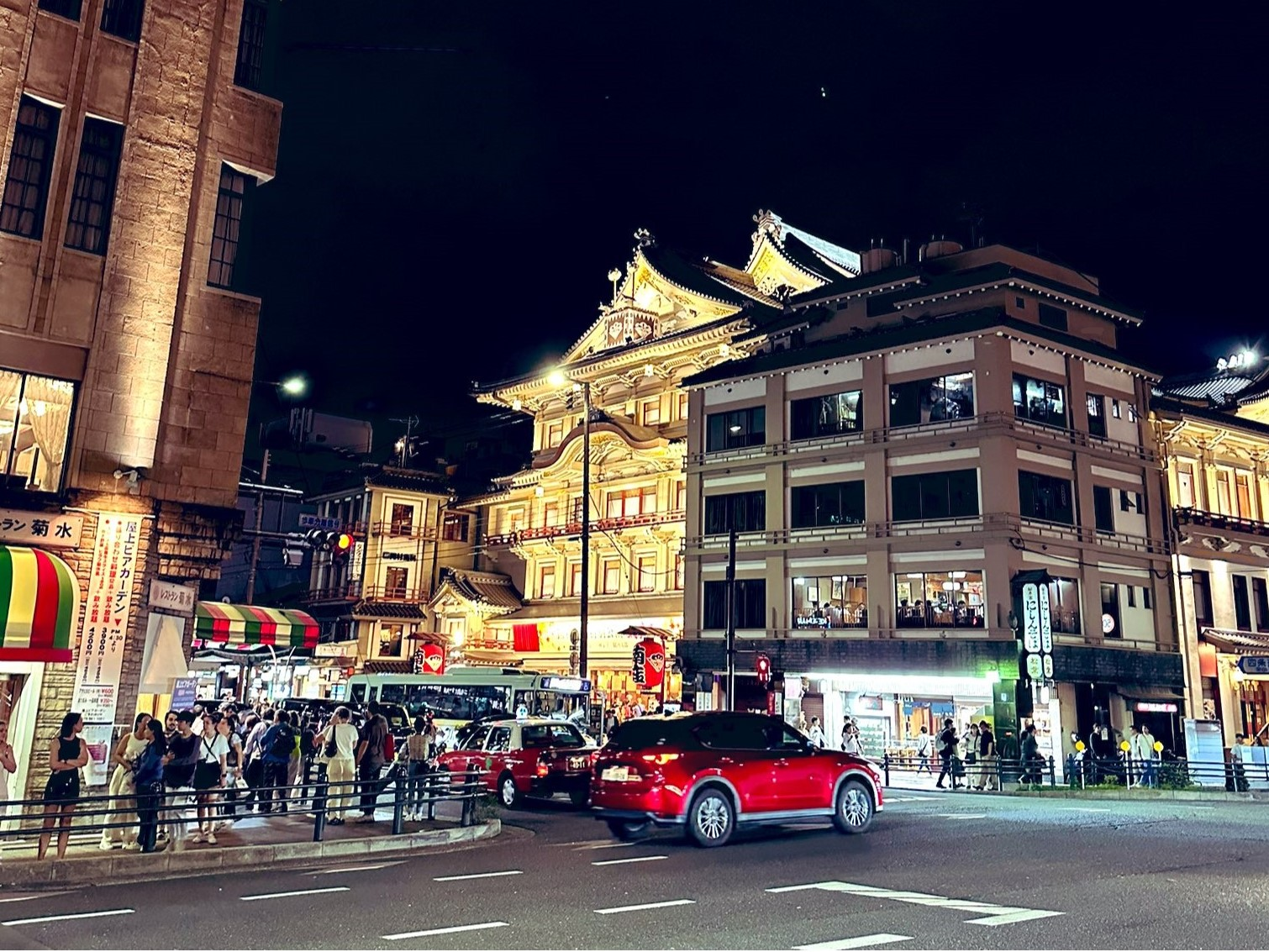
京都・南座前
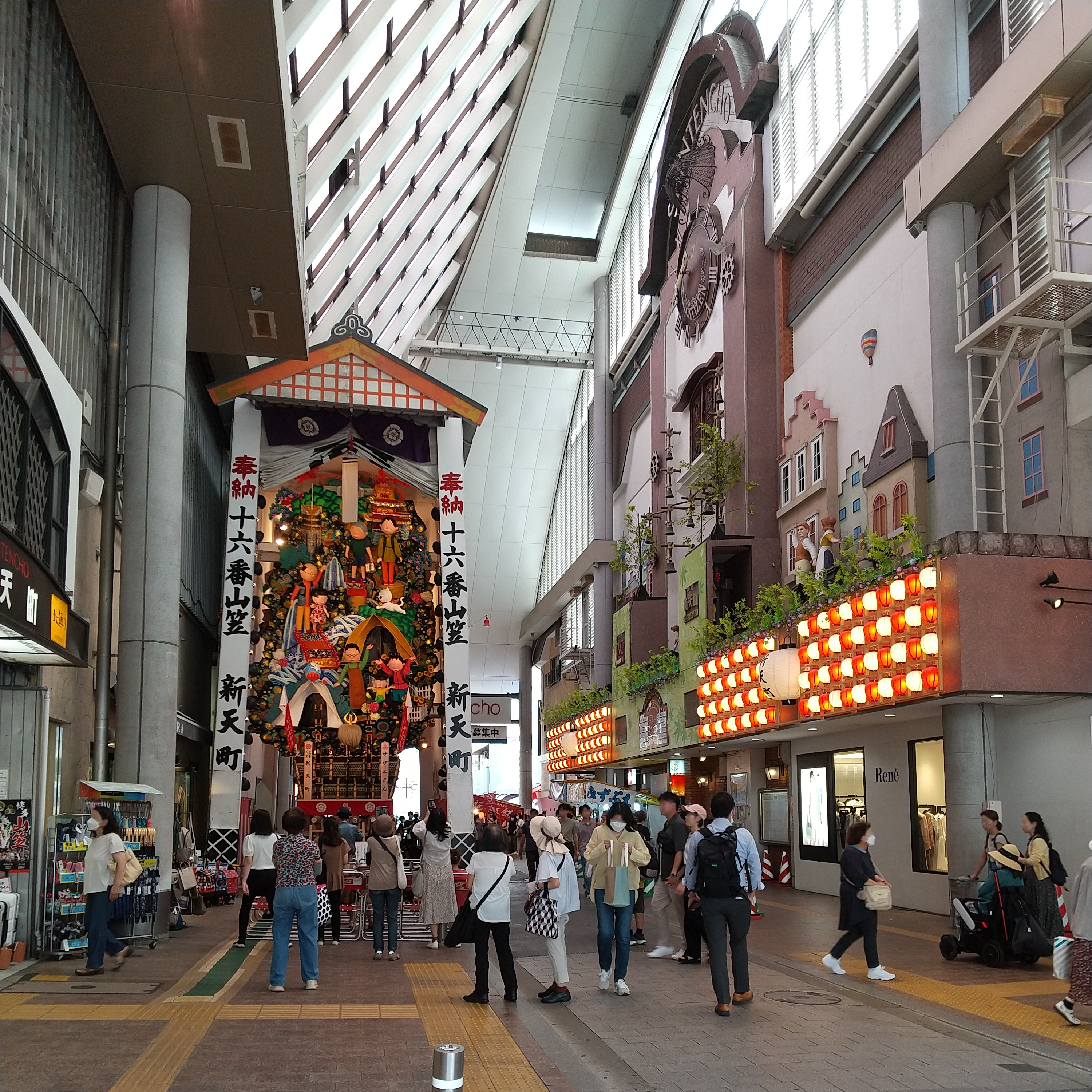
福岡・天神
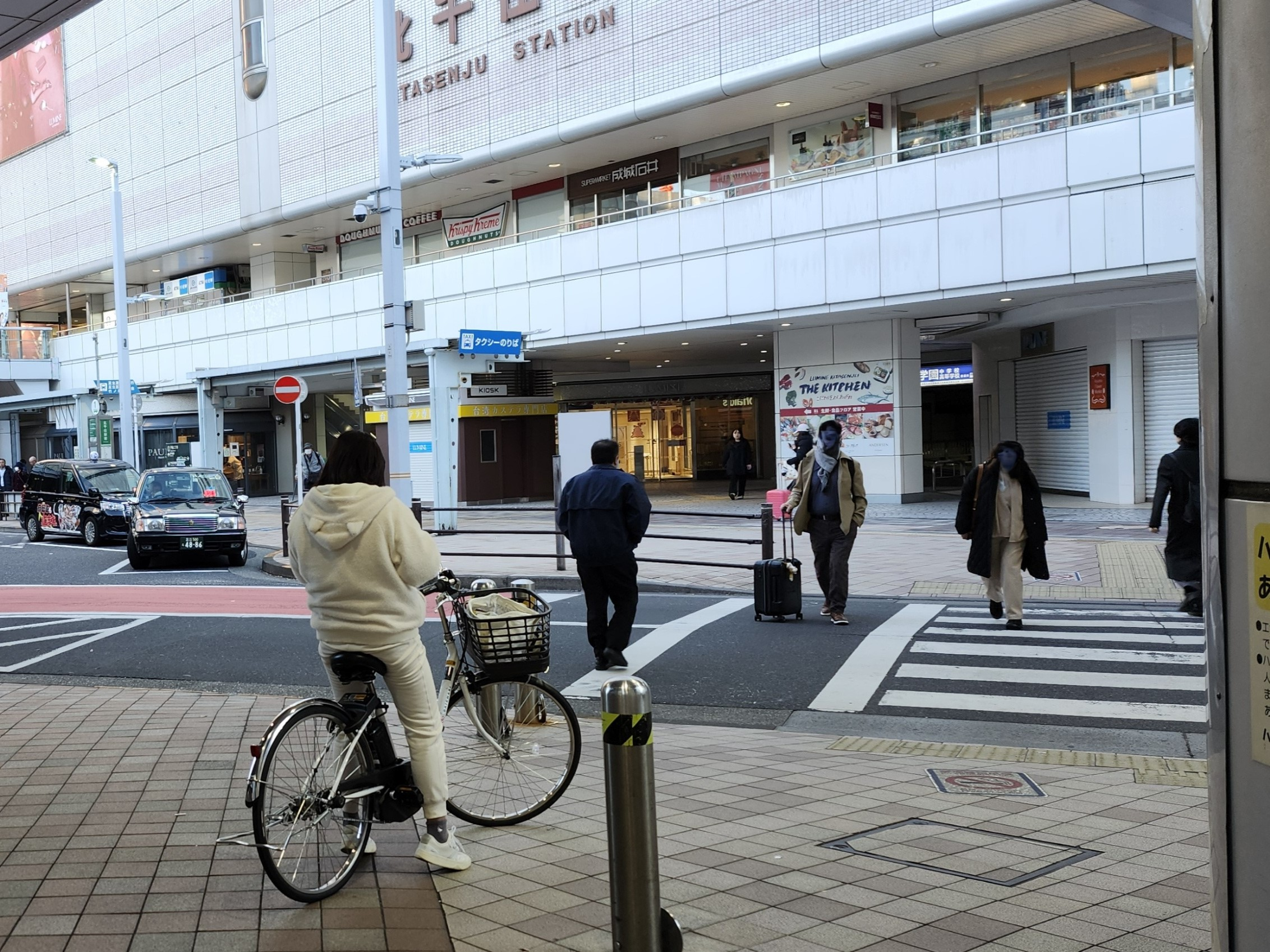
宿泊拠点・北千住

## 課題
課題としては、観光客数の急増に伴い、大都市での宿泊施設や観光バスが不足していることが挙げられる。対策として日本国政府は、観光バスの営業区域を都道府県単位から、関東、九州などのブロック単位や隣接県への拡大を特例措置で認めるなどの規制緩和を行っている。また、外国人観光客のマナーや習慣の違いから日本人観光客が反発する問題も起きており、ソフト面での対応も求められている。
大都市での宿泊施設不足も課題となっており、2015年上四半期の宿泊施設の稼働率は東京都で85.0%、大阪府で84.3%に達していることから、日本国政府は、空き家や稼働率の低い旅館の活用を進めており、2014年には一定の条件の元に国家戦略特区（東京都、神奈川県、成田市、大阪府、兵庫県、京都府）において、旅館業法の民泊の要件の規制緩和が実施され、東京国際空港が所在し、ホテル稼働率が9割を超える大田区や大阪府で、民泊に関する条例が制定するなど、民泊の活用を進める動きも広まっている。
観光客増加の背景に日本がバブル崩壊後の長期デフレ不況で「安い国」になったという側面もあるため、手放しで喜べない点も指摘される。